# Theater Drehleier

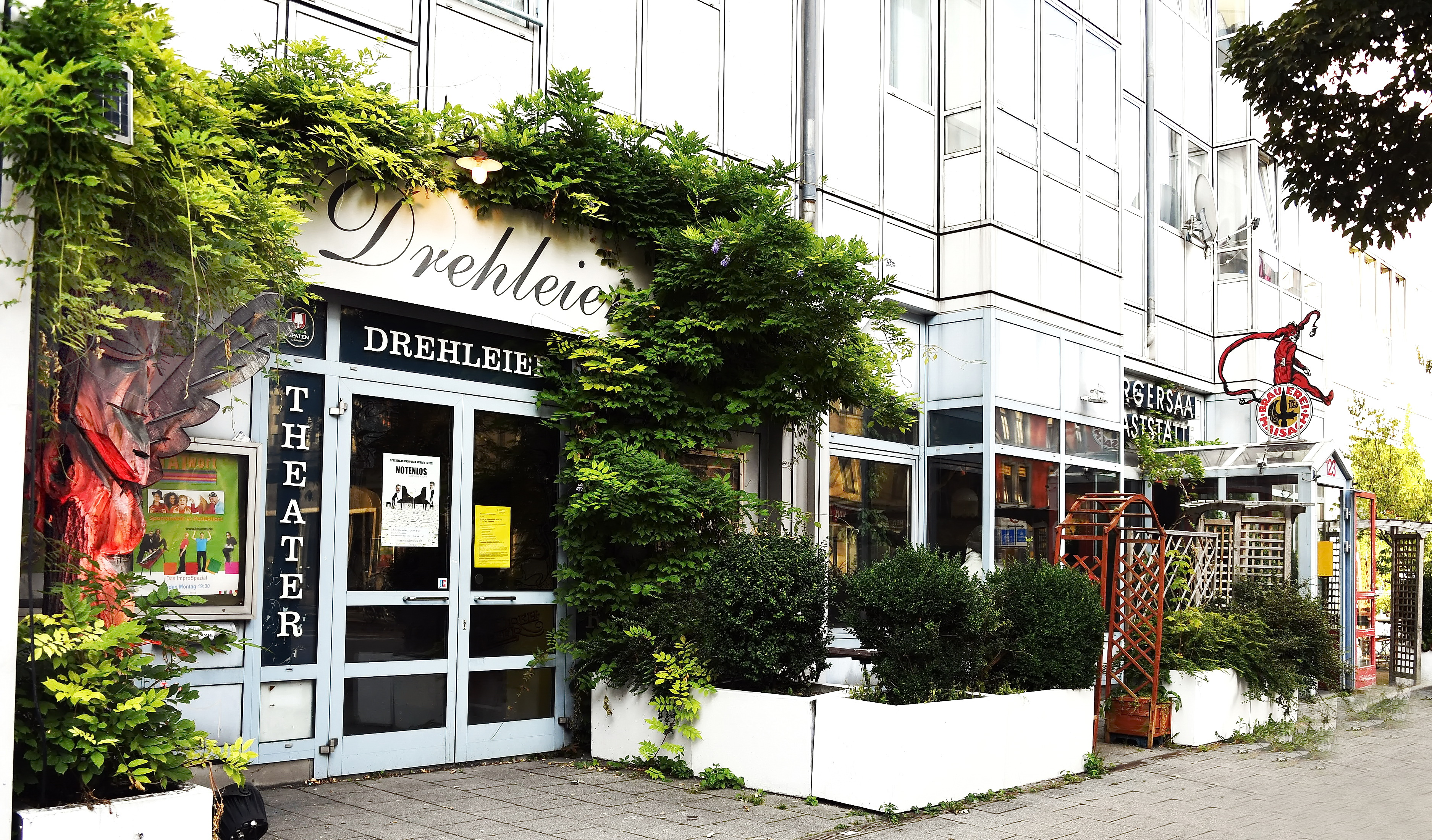
Theater Drehleier

Das Theater Drehleier ist eine Münchner Kleinkunstbühne. Sie wurde 1976 von Beppi Bachmair, Uwe Kleinschmidt und Werner Winkler in der Balanstraße 23 gegründet und gemeinsam geführt. Bald übernahm Werner Winkler eigenverantwortlich die Führung. Ihren Namen erhielt die Drehleier vom gleichnamigen Musikinstrument, welches von Wolfram Kunkel, einem Musiker und Freund Werner Winklers, im Eigenbau hergestellt wird. Als der Hauseigentümer 1997 umfangreiche Sanierungsmaßnahmen durchführte, musste die Drehleier in die Rosenheimer Straße 123 umziehen. 2021 übernahm Manuela Hoffmann, Werner Winklers langjährige Mitarbeiterin, die Führung des Theaters Drehleier.
Die Drehleier wurde zu einem Begriff in der Münchner Kleinkunstszene, durch Auftritte von Hannes Wader, Willy Michl und Konstantin Wecker. Es gab Auftritte von Bill Ramsey, der Spider Murphy Gang, Peter Horton, Jörg Hube, Sigi Schwab, der Ersten Allgemeinen Verunsicherung, der Biermösl Blosn, Unterbiberger Hofmusik, BAP, Truck Stop, Gebrüder Blattschuss, Gerhard Polt u. a. Die Drehleier war und ist auch das Sprungbrett für Künstler aus der Kabarett-, Musik- und Theaterszene. 1977 gründete Werner Winkler ein eigenes Hausensemble, das Varieté Spectaculum. Das Programm von 1987 wurde 74 Mal am Stück aufgeführt. Bis 2003 entstanden 25 Programme dieser Münchner Vorstadtrevue.
2011 erhielt Werner Winkler für sein vielseitiges Engagement den Kabarettpreis der Landeshauptstadt München.